# Nud (pictură de Renoir)
Nud este o pictură în ulei pe pânză realizată de Auguste Renoir în 1910. Pictura se află acum la Muzeul Național al Serbiei din Belgrad. Pictura a fost dăruită poporului sârb de către prințul Paul al Iugoslaviei.

## Istorie
Tabloul a fost achiziționat la Paris în 1935 de Milan Kašanin, directorul de atunci al Muzeului Național. A fost plătit prin contribuții comune ale Muzeului, Ministerului Culturii și din donații private. A fost furat în 1996 de un hoț amator. În timpul furtului a fost grav avariat și a fost recuperat în stare proastă, necesitând un an de restaurare. După furtul acestui tablou, întreaga colecție de artă străină a fost mutată în depozitul muzeului pentru a proteja colecția până când a putut fi instalat un sistem de securitate mai bun.